# 능력자들
《능력자들》은 문화방송이 제작 · 방영하는 버라이어티 쇼 프로그램으로 제작하였으며, 오프닝 하단에 나온 제공과 간접광고를 포함하고 있다.
2015년 9월 29일 추석특집 파일럿 편성이 되었고, 2015년 11월 13일부터 정규편성되어 2016년 9월 8일까지 방송되었다.
한편, 원년멤버 김구라는 해당 프로그램이 목요일 밤으로 이동하면서 동시간대 JTBC 썰전과의 겹치기 출연을 피하기 위해 어쩔 수 없이 하차했다.

## 방송 시간
| 방송 채널 | 방송 기간                         | 방송 시간                                   |
| --------- | --------------------------------- | ------------------------------------------- |
| MBC TV    | 2015년 11월 13일 ~ 2016년 4월 1일 | 매주 금요일 밤 9시 30분 ~ 11시 (90분)       |
| MBC TV    | 2016년 4월 7일 ~ 2016년 9월 8일   | 매주 목요일 밤 11시 10분 ~ 12시 35분 (85분) |

## 역대 MC
| 역대 | 진행자                                           | 진행 기간                         |
| 1대  | 김구라, 정형돈                                   | 2015년 11월 13일                  |
| 2대  | 김구라 고정 출연: 정준하, 윤박, 은지원           | 2015년 11월 20일 ~ 2016년 4월 1일 |
| 3대  | 이경규, 김성주 고정 출연: 데프콘, 은지원, 박나래 | 2016년 4월 7일 ~ 2016년 9월 8일   |
| ---- | ------------------------------------------------ | --------------------------------- |

## 결방 사유

### 2016년
- 3월 25일 : MBC 스포츠 《리우올림픽》 축구 평가전 대한민국 : 알제리 중계방송
- 4월 14일 : 《굿바이 미스터 블랙》 2회 연속 방송
- 8월 11일, 8월 18일 : 리우올림픽 중계방송

## 방송 가능한 지역 MBC
- 광주MBC
- 목포MBC
- 여수MBC
- MBC경남(창원, 진주)
- 전주MBC
- 안동MBC
- 춘천MBC
- MBC강원영동(강릉, 삼척)
- 원주MBC
- MBC충북 청주방송국
- MBC충북 충주방송국

## 일부 지역 자체방송
- 2016년 4월 1일까지는 전국방송이었다.
- 대구MBC: 전국시대
- 포항MBC : 시사공감 구구포차
- 대전MBC : 대전MBC 시사플러스
- 울산MBC : 11시10분 돌직구 40/11시50분 지금 울산은 스페셜
- 제주MBC : 제주MBC 시사진단
- 부산 MBC: 11시10분 좌충우돌 만국유람기/11시50분 부산,부산문화

DMB방송지역
- 강원도, 전라도
- 충북(DMB월 1~2회 방송 안 함)(가끔씩 안 나올 수 있음)

## 동시간대 경쟁프로그램
- 자기야 백년손님 (SBS TV)
- 해피투게더 (KBS 2TV)
- 썰전 (JTBC)
- 기막힌 이야기 실제상황 (MBN)

## 같이 보기
- 화성인 바이러스 (tvN)